# Potsdam kerület

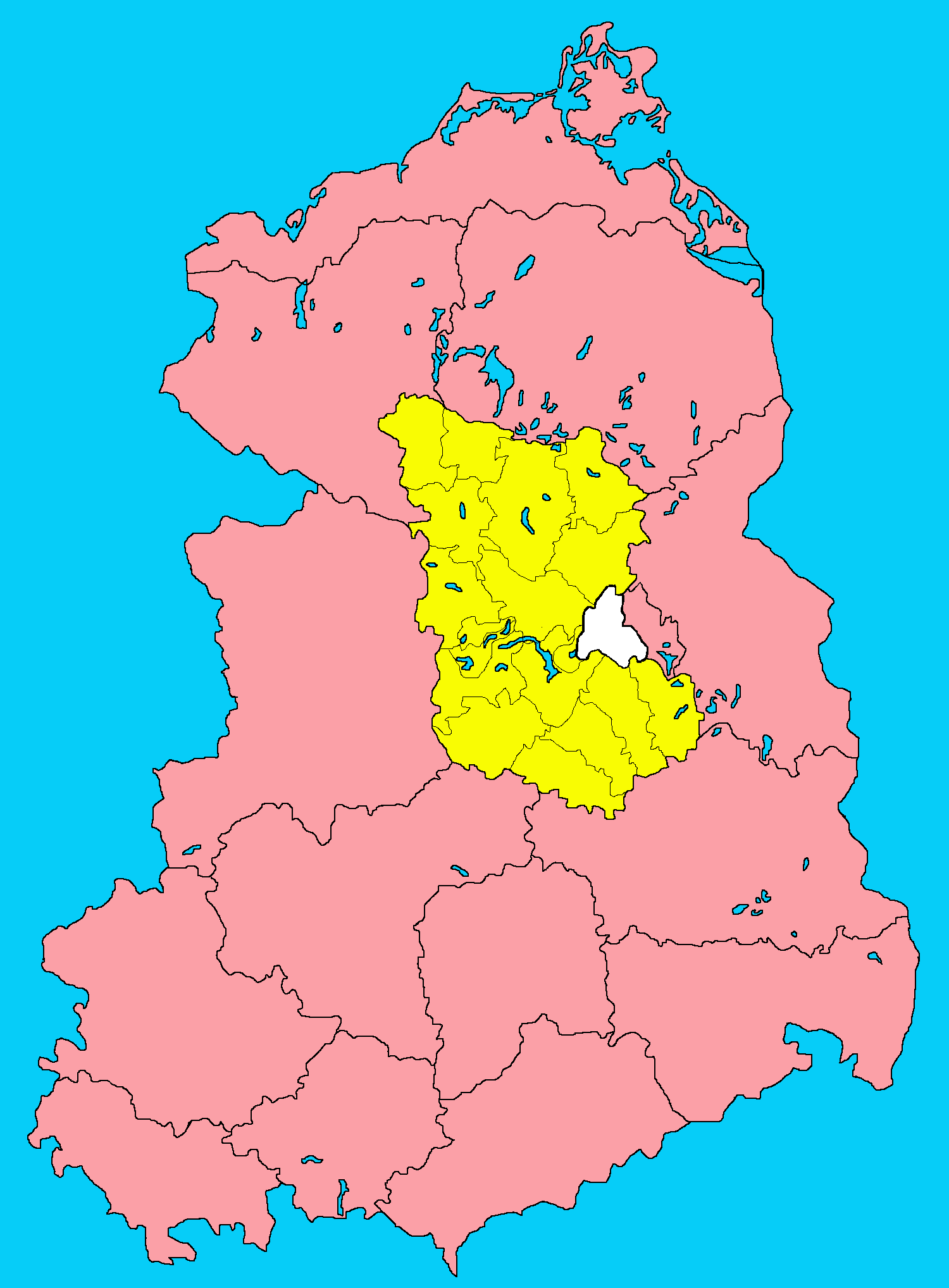
Potsdam kerület

A Potsdam kerület, ném.: Bezirk Potsdam a Német Demokratikus Köztársaság egyik közigazgatási egysége volt, melyet 1952. július 25-én hoztak létre, a korábbi tartományok megszüntetése után, mint a 14 új kelet-német kerület egyike. A létrehozott új kerületek legnagyobbika, mely magában foglalta Brandenburg nyugati területeinek nagy részét. A többi NDK-s kerülethez hasonlóan nem volt saját címere, a központi város (Potsdam) címere tűnik fel néhol hivatalos szimbólumként. Az 1990-es újraegyesülés során a kerület beolvadt az újonnan létrehozott Brandenburg tartományba.

## Általános adatok
| Közigazgatási központ: | Potsdam          |
| Területe:              | 12 568 km²       |
| Lakosság:              | 1 123 800 (1989) |
| Rendszámtáblakód:      | D, P             |

## Közigazgatási beosztása
A Potsdam körzet a Potsdam és Brandenburg an der Havel városi körzeteken kívül az alábbi körzetekből állt:
1. Belzig körzet
2. Brandenburg körzet
3. Gransee körzet
4. Jüterbog körzet
5. Königs-Wusterhausen körzet
6. Kyritz körzet
7. Luckenwalde körzet
8. Nauen körzet
9. Neuruppin körzet
10. Oranienburg körzet
11. Potsdam körzet
12. Pritzwalk körzet
13. Rathenow körzet
14. Wittstock körzet
15. Zossen körzet

## Fordítás
- Ez a szócikk részben vagy egészben  a   Bezirk Potsdam című német Wikipédia-szócikk ezen változatának fordításán alapul.  Az eredeti cikk szerkesztőit annak laptörténete sorolja fel. Ez a jelzés csupán a megfogalmazás eredetét és a szerzői jogokat jelzi, nem szolgál a cikkben szereplő információk forrásmegjelöléseként.